# Le temps ne fait rien à l'affaire (chanson)
Pour les articles homonymes, voir Le temps ne fait rien à l'affaire (homonymie).
Pistes de Le temps ne fait rien à l'affaire
Dans l’eau de la claire fontaine
(2)
Le temps ne fait rien à l'affaire est une chanson de Georges Brassens sortie en novembre 1961 sur l'album du même nom.

## Enregistrement
L'enregistrement a lieu entre le 23 et le 24 octobre 1961. Georges Brassens est accompagné par Pierre Nicolas à la contrebasse.

## Crédits
- Georges Brassens : chant, guitare acoustique
- Pierre Nicolas : contrebasse

## Composition
Paroles
La chanson clame que la bêtise est intemporelle, que la stupidité n'est pas une question d'âge.
Brassens répète souvent le mot « con » et dans le refrain, joue sur son homophonie avec « qu'on » dont il fait une anadiplose :
Le temps ne fait rien à l'affaire,

Quand on est con, on est con.

Qu'on ait vingt ans, qu'on soit grand-père,

Quand on est con, on est con.

### Titre
Le temps ne fait rien à l'affaire est une expression déjà utilisée dans Le Misanthrope de Molière :
Voyons, monsieur ; le temps ne fait rien à l'affaire.
— Molière, Le Misanthrope, Alceste, acte I, scène II
C'est aussi un proverbe à Bidart (Pyrénées-Atlantiques) qui se dit quand on croit avec innocence que le temps effacera les adversités.

## Reprises
- En 1979, Brassens, aidé de son ami Moustache et accompagné de jazzmen américains, en sort une version instrumentale sur l'album Giant of jazz play Brassens. On peut y entendre un solo du trompettiste Cat Anderson[5].

- La chanson est présente dans la bande originale du film Le Dîner de cons sorti en 1998[6].